# Robert Excell White
Robert Excell White (* 14. März 1938 in Bolivar County, Mississippi; † 30. März 1999 in Huntsville, Walker County, Texas) war ein US-amerikanischer Mehrfachmörder, der 1999 hingerichtet wurde. In Polizeikreisen wurde er als „Excell the Executioner“ bekannt.

## Ereignisse
Robert White erstach am 10. Mai 1974 den 53-jährigen Waffensammler Robert Perryman in McLennan County und erbeutete mit seinen Komplizen James und Gary Livingston, mehrere Schusswaffen. Am nächsten Tag überfielen sie einen kleinen Laden in Collin County. White erschoss dabei den 73-jährigen Inhaber Preston Broyles und die beiden 18-jährigen Angestellten Gary Coker und Billy St. John. Als Tatwaffe verwendete er eine von Perryman entwendete, vollautomatische  Plainfield M1. Mit einer Beute von weniger als 70 Dollar flüchteten sie getrennt.
Einige Tage nach den Verbrechen stellte sich White freiwillig den Behörden in Mississippi, nachdem er die Tat seinem Cousin gegenüber gestanden hatte. Durch seine Aussagen und Geständnisse konnten auch seine Komplizen verhaftet werden. James Livingston wurde zum Tode verurteilt, jedoch 1983 zu lebenslanger Haft begnadigt.
Gary Livingston wurde 1975 zu 20 Jahren Haft verurteilt, 1984 entlassen und beging 1986 Suizid.
Robert White wurde im August 1974 zum Tode verurteilt. 1987 wurde seine Verurteilung wegen eines Verfahrensfehlers aufgehoben. Er war nicht darüber belehrt worden, dass seine Aussagen den vom Gericht bestellten Psychiatern gegenüber, gegen ihn verwendet werden können. Er wurde jedoch nach einer neuen Verhandlung im Juni 1987 erneut zum Tode verurteilt.
Er verbrachte über 24 Jahre im Todestrakt von Texas und war zum Zeitpunkt seiner Hinrichtung, der am längsten jemals im texanischen Todestrakt einsitzende Häftling. Im März 1999 wurde er in der Huntsville Unit mit der Giftspritze exekutiert.